# Albert Eilers (Sänger, 1830)

Albert Eilers (um 1870)

Albert Ludwig Eilers (21. Dezember 1830 in Köthen – 2. September 1896 in Darmstadt) war ein deutscher Opernsänger (Bass) und Komponist.

## Leben und Werk
Albert Eilers studierte zunächst Theologie, später dann Rechtswissenschaft an der Universität Leipzig. Er war Mitglied des Akademischen Gesangvereins Leipzig, dem damals viele Studenten der Theologischen Fakultät angehörten. Dort war er Bass-Solist, wobei seine schöne Stimme entdeckt wurde. Er nahm Gesangsunterricht bei dem bekannten Leipziger Bassisten und Gesangslehrer Wilhelm Pögner und studierte ab 1852 am Mailänder Konservatorium.
1854 wurde er an die Dresdner Hofoper verpflichtet, wo er als Oroveso in Norma debütierte. 1855 sang er am Stadttheater Hamburg den Marcel in Die Hugenotten, außerdem Pietro in Die Stumme von Portici und Don Basilio in Der Barbier von Sevilla. Es folgten Engagements am Stadttheater Bremen (1856–1858) und am Deutschen Theater Prag (1858–1865), wo er insbesondere als Kaspar in Der Freischütz, als Lysiart in Euryanthe und als König Heinrich in Lohengrin große Erfolge feiern konnte. Von 1865 bis 1882 war er als festes Ensemblemitglied am Hoftheater Coburg engagiert. 
Im August 1876 sang er bei den ersten Bayreuther Festspielen auf Einladung Richard Wagners den Fasolt in Das Rheingold. Ab 1882 war er am Hoftheater Darmstadt engagiert. 1882 gastierte er am Her Majesty’s Theatre in London in der ersten vollständigen Aufführung des Nibelungen-Rings unter der musikalischen Leitung von Anton Seidl. 1882–1883 ging er mit reisenden „Richard-Wagner-Theater“ von Angelo Neumann auf eine große Europa-Tournee. 
Eilers war auch als Komponist tätig. Während seines Engagements am Deutschen Theater in Prag komponierte er nach einer Vorlage von Heinrich Zschokke die komische Oper Die St. Johannisnacht, die 1867 in Coburg uraufgeführt wurde. Er schrieb auch eine einaktige Operette, sowie Ouvertüren, Messen, Chorstücke und Lieder. 
Auf Eilers’ Anregung wurde 1859 in Prag die Gesellschaft der Künstler und Kunstfreunde „Schlaraffia“ gegründet. Seine beiden Söhne Albert (1859–1939) und Franz (1861–1929) wurden ebenfalls Opernsänger.
Albert Eilers starb 1896 im Alter von 65 Jahren und wurde auf dem Alten Friedhof von Darmstadt beigesetzt. Der Grabstein trägt die lateinische Inschrift „In arte voluptas“ (deutsch „In der Kunst liegt Vergnügen“). Es ist das Motto der Vereinigung „Schlaraffia“.

## Repertoire (Auswahl)
| Auber: - Pietro in Die Stumme von Portici Bellini: - Oroveso in Norma Meyerbeer: - Raoul in Die Hugenotten - Bertram in Robert der Teufel Mozart: - Komtur in Don Giovanni |  | Rossini: - Basilio in Der Barbier von Sevilla Wagner: - König Heinrich in Lohengrin - Landgraf Hermann in Tannhäuser und der Sängerkrieg auf Wartburg - Fasolt in Das Rheingold Weber: - Kaspar in Der Freischütz - Lysiart in Euryanthe |

## Bühnenwerke
- Spielmannslied, Operette, UA: Prag, Februar 1865
- Die St. Johannisnacht, Oper, UA: Coburg, 1867